# Marianne McAndrew

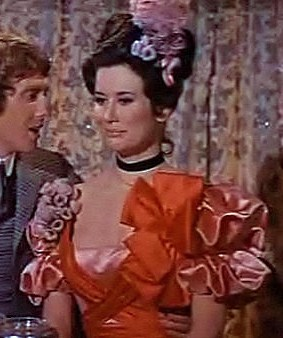
Marianne McAndrew (1969)

Marianne Christine McAndrew (* 11. November 1942 in Cleveland, Ohio) ist eine US-amerikanische Schauspielerin.

## Karriere
McAndrew studierte an der Northwestern University in Illinois und übernahm 1969, mit 27 Jahren, die Rolle der Irene Molloy in der Musical-Verfilmung Hello, Dolly! Die Titelrolle verkörperte Barbra Streisand. Sie erhielt dafür sehr gute Kritiken und zwei Nominierungen für den Golden Globe Award – als beste Nebendarstellerin und als „New Star of the Year“.
Es folgten einige weitere Filmrollen sowie Rollen in beliebten Fernsehserien. Zuletzt war sie im Jahr 2000 als Schauspielerin zu sehen. Ihr Schaffen umfasst mehr als 30 Produktionen.

## Privatleben
Marianne McAndrew war seit 1968 mit dem Schauspieler Stewart Moss (1937–2017) verheiratet.

## Filmographie (Auswahl)

### Kinofilme
- 1969: Hello, Dolly!
- 1971: The Seven Minutes
- 1971: Chandler
- 1974: Bat People – Die Blutsauger

### TV-Serien
- 1969–1970: Hawaii Fünf-Null
- 1971, 1975: Cannon
- 1974: Die Straßen von San Francisco
- 1977: Quincy
- 1979: Barnaby Jones